# Zaleya
Zaleya ist eine Pflanzengattung aus der Familie der Mittagsblumengewächse (Aizoaceae). Die Herkunft des  botanischen Namens der Gattung ist unklar.

## Beschreibung
Die Arten der Gattung Zaleya sind einjährige bis ausdauernde Pflanzen. Ihre häufig rauen Internodien sind meistens länger als die gegenständigen, gestielten Laubblätter. Die Spreite ist verkehrt eiförmig bis lanzettförmig. Die Blätter eines Blattpaares sind ungleich groß. Die Epidermis ist fein papillös. Bei einigen Arten sind Haare vorhanden.
Die Blüten stehen in mehr oder weniger dichten, oft zusammengedrängten Zymen. Sehr selten sind sie einzeln, sitzend oder kurz gestielt. Brakteen und Vorblätter sind pfriemenförmig und sehr schmal. Das Perigon ist auf der Hälfte verwachsen. Es sind 5 bis 15 Staubblätter vorhanden.
Die kuppelförmigen, zweifächrigen Früchte zerbrechen in zwei Hälften, die je zwei übereinanderliegende runzelige schwarzen Samen enthalten.

## Systematik und Verbreitung
Die Gattung Zaleya ist in tropischen und subtropischen Gebieten in einem Gürtel von 30 Grad beiderseits des Äquators verbreitet.
Die Erstbeschreibung wurde 1768 von Nicolaas Laurens Burman vorgenommen.  Nach Heidrun Hartmann (2017) umfasst die Gattung Zaleya folgende Arten:
- Zaleya camillei (Cordem.) H.E.K.Hartmann
- Zaleya decandra (L.) Burm.f.
- Zaleya galericulata (Melville) H.Eichler
  - Zaleya galericulata subsp. galericulata
  - Zaleya galericulata subsp. australis (Melville) S.W.L.Jacobs
- Zaleya govindia (Buch.-Ham. ex G.Don) N.C.Nair
- Zaleya pentandra (L.) C.Jeffrey
- Zaleya redimita (Melville) H.E.K.Hartmann
- Zaleya sennii (Chiov.) C.Jeffrey

## Nachweise